# Pamphorichthys pertapeh
Pamphorichthys pertapeh är en fiskart som beskrevs av Estrela Figueiredo 2008. Pamphorichthys pertapeh ingår i släktet Pamphorichthys och familjen Poeciliidae. Inga underarter finns listade i Catalogue of Life.